# A Coruja e o Coração
A Coruja e o Coração (letteralmente "il gufo e il cuore") è il secondo album della cantautrice brasiliana Tiê, pubblicato nel 2011 per la Warner Music Brasil.  
L'album vanta tra le altre le collaborazioni di Jorge Drexler, Marcelo Jeneci, Tulipa Ruiz e Dorgival Dantas. Il brano "Piscar o Olho" è stato usato come tema della telenovela di Rede Globo Cheias de Charme.

## Tracce
1. Na Varanda da Liz - 3:22
2. Só Sei Dançar Com Você - 4:17
3. Piscar o Olho - 3:12
4. Perto e Distante - 3:09
5. Pra Alegrar o Meu Dia - 2:49
6. Já é Tarde - 2:45
7. Mapa Mundi - 2:54
8. For You and for Me - 2:12
9. Hide and Seek - 1:56
10. Você Não Vale Nada - 4:02
11. Te Mereço - 3:00